# در معرض خطر (فیلم ۱۹۸۲)
«در معرض خطر» (انگلیسی: Endangered Species (1982 film)) فیلمی در ژانر علمی–تخیلی و مهیج به کارگردانی آلن رودولف است که در سال ۱۹۸۲ منتشر شد.

## بازیگران
- جوبت ویلیامز
- پال دولی
- پیتر کایوتی
- دن هدایا
- هری کری جونیور
- بیل مسلی
- هتر منزیس